# Riikka Purrová
Riikka Purrová (Purra, 13. června 1977 Pirkkala) je finská politička, od roku 2021 předsedkyně strany Praví Finové.
Má magisterský titul z politologie a pokračuje v doktorandském studiu na univerzitě v Turku. Členkou strany se stala v roce 2016. V roce 2018 byla manažerkou kampaně Laury Huhtasaariové pro tehdejší prezidentské volby. Po volbách v roce 2019 se stala poslankyní finského parlamentu za Uusimau. V červenci 2021 oznámila kandidaturu na předsedkyni strany, kterou byla zvolena 14. srpna 2021 na stranickém sjezdu v Seinäjoki a vystřídala tak ve funkci Jussiho Halla-ahoa. Poslanecký mandát obhájila i v parlamentních volbách v dubnu 2023, kdy získala nejvyšší počet preferenčních hlasů.
Je vdaná, má dvě děti a žije se svou rodinou Kirkkonummi. Prezentuje se jako milovnice psů, tradičních finských volnočasových aktivit a také jako osoba, která zažila různé negativní důsledky liberálních politik včetně sexuálního obtěžování přistěhovalcem.